# Беэр-Шева — Центр
Беэр-Шева — Центр (ивр. תחנת הרכבת באר שבע – מרכז‎) — главная железнодорожная станция Беэр-Шевы в Израиле.
Станция начала действовать в 2000 году, она расположена в центре города, в его деловой части. Расположение в непосредственной близости от основных государственных учреждений, торговых центров и Центрального автовокзала сделало её наиболее востребованной населением города и приезжими. Ввиду постоянно возраставшего пассажиропотока, а также с учётом ввода в эксплуатацию дополнительных поездов в новом направлении, в 2012 году были закончены работы по модернизации станции, после чего количество перронов было увеличено с двух до четырёх, в 2019 году начата постройка пятого. К услугам пассажиров 300 бесплатных автомобильных парковок, 5 парковок для инвалидного транспорта и 5 стоянок для двухколёсных транспортных средств. Является конечной станцией на линиях Нагария — Хайфа — Тель-Авив — Беэр-Шева и Ход-ха-Шарон — Тель-Авив — Ришон-ле-Цион — Явне — Ашдод — Ашкелон — Сдерот — Нетивот — Офаким — Беэр-Шева, проходящей и через станцию Цафон — Университа, от которой отходит ответвление на Димону.